# Café Santa Cruz
O Café Santa Cruz é um café que localiza-se na praça 8 de Maio, na freguesia de Coimbra (Sé Nova, Santa Cruz, Almedina e São Bartolomeu), na cidade e município de Coimbra, distrito de Coimbra, em Portugal.
É um dos mais tradicionais café-restaurantes da cidade.
Está classificado como Monumento Nacional desde Outubro de 1921.

## História

### A Igreja Paroquial de São João de Santa Cruz
A passagem de João III de Portugal por Coimbra em 1527, a reforma do Mosteiro de Santa Cruz e a instalação da Universidade de Coimbra alteraram profundamente a feição da cidade.
Para a direção do Mosteiro de Santa Cruz foi nomeado o reformador frei Brás de Braga, que partira em 1517 para estudar em Paris, tendo regressado a Portugal em 1525 para ocupar o cargo de Prior do Mosteiro da serra de Sintra. Entre outras, a missão de Frei Brás em Coimbra passava pela reestruturação das dependências conventuais, modernizando e construindo edifícios.
Extinto o pequeno Convento de São João das Donas, e restaurada a Igreja de Santa Cruz à dignidade do panteão dos primeiros monarcas, seria de toda a conveniência reservar esta para o uso quotidiano e exclusivo dos frades crúzios. Para esse fim, decidiu-se erguer de raiz uma nova igreja que servisse a paróquia de São João da Cruz. Esta foi principiada por Frei Brás de Braga por volta de 1530, com projeto do arquitecto Diogo de Castilho, ficando conhecida como Igreja de São João de Santa Cruz.
Com a Extinção das ordens religiosas masculinas (1834) a sede da paróquia foi transferida para a antiga igreja monástica. Consequentemente, a Igreja de São João de Santa Cruz conheceu um período de abandono, agravado pelo processo de regularização do traçado das ruas da cidade, com a subida da cota do pavimento exterior frente à igreja.

### O Café-Restaurante Santa Cruz
Após a sua dessacralização, o edifício conheceu diversas funções, sendo utilizado como armazém de ferragens, esquadra de polícia, armazém de canalizações, estação de bombeiros e mesmo como casa funerária.
No início da década de 1920 o imóvel foi adaptado às funções de café-restaurante, por iniciativa dos empresários Adriano Ferreira da Cunha, Adriano Viegas da Cunha Lucas e Mário Pais. Com uma nova fachada em estilo neo-manuelino, o projeto foi assinado pelo arquitecto Jaime Inácio dos Santos. A inauguração do Café Santa Cruz ocorreu a 8 de Maio de 1923.
Em 2002 teve lugar uma renovação do espaço, com projeto dos arquitetos Luísa Marques e Miguel Pedreiro. A intervenção procurou clarificar e potenciar a utilização deste espaço, de qualidades arquitectónicas invulgares, como pólo cultural privilegiado da cidade de Coimbra.

## Características
A fachada do primitivo templo seria muito singela, com apenas um portal com três pequenas aberturas na parte superior. Aquando da reforma de 1923, esta foi bastante alterada e, após acesa polémica, ficou com o atual aspecto revivalista, abrilhantado por um conjunto de vitrais. O interior, agora revestido por espaldares de madeira, também data dos inícios do século XX.
Internamente a construção é abobadada, dividida hoje em três tramos (a primitiva igreja apresentava apenas dois). O arco cruzeiro marca a divisória para aquilo que teria sido outrora a capela-mor, também ela abobadada em forma estrelada. A iconografia utilizada, e ainda hoje visível, é variada: flor de lótus, o cordeiro, o sol, a lua, folhas de acanto, entre outras tipicamente cristãs.